# Julie Bowen
Julie Bowen Luetkemeyer (født 3. marts 1970) er en amerikansk skuespiller, bedst kendt for at spille Claire Dunphy i ABC's komedieserie Modern Family (2009–2020). Hun har også spillet Roxanne Please i ER (1998–1999), Carol Vessey i Ed (2000–04), Denise Bauer i Boston Legal (2005–07) og Sarah Shephard i Lost (2005–07). Hendes rolle i Modern Family gav hende seks Emmy-nomineringer i kategorien "Outstanding Supporting Actress in a Comedy Series" (2010–2015), hvoraf hun vandt prisen i 2011 og 2012.
Bowen har medvirket i spillefilm såsom Happy Gilmore (1996), Multiplicity (1996), Venus and Mars (2001), Joe Somebody (2001), Kids in America (2005), Sex and Death 101 (2007), Crazy on the Outside (2010), Jumping the Broom (2011) og Horrible Bosses (2011).

## Opvækst
Bowen blev født Baltimore, Maryland, som den anden datter ud af tre af Suzanne (født Frey) og John Alexander Luetkemeyer Jr., en ejendomsudvikler. Hun er søster til den kendte infektionsspecialist Annie Luetkemeyer.
Som del af sin opvækst i provinsen Ruxton-Riderwood, Maryland, gik Bowen først på Calvert School, og senere på Garrison Forest School, Roland Park Country School, samt St. George's School i Middletown, Rhode Island. Hun læste på Brown University og dimitterede med speciale i den italienske renæssance. Hun havde en udenlandspraktik i Firenze, Italien på studiets tredje år. I løbet af college havde hun roller i Guys and Dolls, Stage Door og Lemon Sky. Før hun blev færdig på college, nåede hun at have hovedrollen i independentfilmen Five Spot Jewel. Bowen har studeret skuespil flere steder, bl.a. på Actor's Institute.

## Karriere
Bowen havde en rolle i sæbeoperaen Loving (1992) samt i et afsnit af college-dramaet Class of '96 (1993). Hun havde herfra hovedrollen i tv-filmen Runaway Daughters (1994), og spillede hovedpersonens flirt i filmen Happy Gilmore (1996). Hun medvirkede i filmene Multiplicity (1996) og An American Werewolf in Paris (1997). Hun havde samtidig gæsteoptrædener i tv-serierne Party of Five (1996) og Strange Luck (1996).
Bowen havde en tilbagevendende rolle som Roxanne Please i ER (1998–99). Hun blev først rigtig bemærket i tv-serien Ed (2000–04), hvor hun spillede high school-læreren Carol Vessey. Herfra medvirkede hun som Sarah Shephard i fem afsnit af Lost (2005–07). Hun spillede også advokaten Denise Bauer i tv-serien Boston Legal (2005–08), samt havde en tilbagevendende rolle i Weeds (2008). Hun blev i samme periode talskvinde for Neutrogena, og har lavet reklamer deres Pure Glow-produkter. Hun deltog i ef afsnit af Celebrity Jeopardy! d. 31. august, 2010.
Fra 2009 til 2020 spillede Bowen Claire Dunphy i ABC' sitcom Modern Family. For denne rolle modtog hun seks på hinanden følgende Emmy Award-nomineringer i kategorien "Outstanding Supporting Actress in a Comedy Series" (2010–15), hvoraf hun vandt prisen i 2011 og 2012. Bowen har udtalt om at vinde en Emmy er som "når de tyske soldater lå i skyttegravene under verdenskrigene" og at "når du vinder prisen, er det som at blive hevet op af skyttegraven." Hun udtalte også, "lige så spændende og vidunderligt som det er ikke at ligge i skyttegraven, og at blive anerkendt for det du gør, det betyder også at du bliver et nemt mål for alle og det er en ret skræmmende tanke for de fleste af os."

## Privatliv
Bowen lider af den kardiovaskulære lidelse, lav puls, hvilket betyder at hendes puls er lavere end normalt. Hun har derfor haft pacemaker, siden hun var først i 20'erne.
Bowen giftede sig med Scott Phillips, en ejendomsinvestor og softwareudvikler d. 9. september, 2004. Parret har tre sønner, Oliver McLanahan Philips fra april 2007 og tvillingedrengene fra maj 2009, Gustav og John Philips. Sidstnævnte er hun højgravid med i pilotafsnittet af Modern Family. I februar 2018 søgte hun om skilsmisse fra Phillips, som gik igennem 13. september 2018.
Hun beskriver sig selv som "lavkirkelig protestant."
I 2016 medvirkede Bowen i "Fight Song", en Pitch Perfect-inspireret musikvideo vist ved Democratic National Convention som støtte til den opstillede præsidentkandidat Hillary Clinton.

## Filmografi

### Film
| År   | Titel                         | Rolle               | Noter                |
| ---- | ----------------------------- | ------------------- | -------------------- |
| 1996 | Confessions of a Sleep Addict | P.J.                |                      |
| 1996 | Happy Gilmore                 | Virginia Venit      |                      |
| 1996 | Multiplicity                  | Robin               |                      |
| 1997 | An American Werewolf in Paris | Amy Finch           |                      |
| 2001 | You're Killing Me             | Jamie Quinn         |                      |
| 2001 | Amy's Orgasm                  | Nikki               |                      |
| 2001 | Venus and Mars                | Lisa                |                      |
| 2001 | Joe Somebody                  | Meg Harper          |                      |
| 2002 | Stella Shorts 1998–2002       | Mother Nature       | Kortfilm             |
| 2005 | Kids in America               | Rektor Donna Weller |                      |
| 2005 | Partner(s)                    | Katherine           |                      |
| 2007 | Sex and Death 101             | Fiona Wormwood      |                      |
| 2010 | Crazy on the Outside          | Christy             |                      |
| 2011 | Jumping the Broom             | Amy                 |                      |
| 2011 | Horrible Bosses               | Rhonda Harken       |                      |
| 2012 | Conception                    | Tiffany             |                      |
| 2012 | Knife Fight                   | Peaches             |                      |
| 2013 | Scooby-Doo! Mecha Mutt Menace | Dr. Devon Albright  | Stemme Direct-to-DVD |
| 2014 | Planes: Fire & Rescue         | Lil' Dipper         | Stemme               |
| 2018 | Life of the Party             | Marcie Strong       |                      |
| 2020 | Hubie Halloween               | Violet Valentine    |                      |
| 2021 | The Fallout                   | Patricia            |                      |
| TBA  | Mixtape                       | Gail                | Post-produktion      |

### Tv
| År         | Titel                             | Rolle                              | Noter                                                    |
| ---------- | --------------------------------- | ---------------------------------- | -------------------------------------------------------- |
| 1992       | Loving                            | Steffy                             |                                                          |
| 1993       | Lifestories: Families in Crisis   | Chris                              | Afsnit: "No Visible Bruises: The Kate Koestner Story"    |
| 1993       | Class of '96                      | Kristie Lewis                      | Afsnit: "Educating David"                                |
| 1993       | Acapulco H.E.A.T.                 | Danielle Perkins                   | Afsnit: "Code Name: Body Double"                         |
| 1994       | Runaway Daughters                 | Angie Gordon                       | Tv-film                                                  |
| 1994       | Where Are My Children?            | Kirstie                            | Tv-film                                                  |
| 1995       | Extreme                           | Andie McDermott                    | 7 afsnit                                                 |
| 1996       | Party of Five                     | Shelley                            | Afsnit: "Unfair Advantage"                               |
| 1996       | Strange Luck                      | Leigh Anne                         | Afsnit: "Healing Hands"                                  |
| 1998       | Three                             | Amanda Webb                        | 2 afsnit                                                 |
| 1998–1999  | ER                                | Roxanne Please                     | 9 afsnit                                                 |
| 1999       | The Last Man on Planet Earth      | Hope Chayse                        | Tv-film                                                  |
| 2000       | Oh Baby                           | Nikky                              | 2 afsnit                                                 |
| 2000       | Dawson's Creek                    | Tante Gwen                         | Afsnit: "Stolen Kisses"                                  |
| 2000–2004  | Ed                                | Carol Vessey                       | 83 afsnit                                                |
| 2002       | Justice League                    | Aresia (stemme)                    | 2 afsnit                                                 |
| 2005       | Jake in Progress                  | Brooke                             | 4 afsnit                                                 |
| 2005–2007  | Lost                              | Sarah Shephard                     | 5 afsnit                                                 |
| 2005–2008  | Boston Legal                      | Denise Bauer                       | 50 afsnit                                                |
| 2007       | Wainy Days                        | Cheryl                             | Afsnit: "Tough Guy"                                      |
| 2008       | Weeds                             | Lisa                               | 7 fsnit                                                  |
| 2008       | Law & Order: Special Victims Unit | Gwen Sibert                        | Afsnit: "Trials"                                         |
| 2009       | True Jackson, VP                  | Claire Underwood                   | Afsnit: "True Takes Iceland"                             |
| 2009       | Monk                              | Marilyn Brody                      | Afsnit: "Mr. Monk and the Bully"                         |
| 2009–2020  | Modern Family                     | Claire Dunphy                      | Fast rolle Instruktør på "Red Alert" og "Tree's A Crowd" |
| 2011       | Scooby-Doo! Mystery Incorporated  | Marion Spartan (stemme)            | Afsnit: "Attack of the Headless Horror"                  |
| 2014, 2017 | Family Guy                        | Claire Dunphy / Sig selv (stemmer) | Afsnit: "The Simpsons Guy", "Emmy-Winning Episode"       |
| 2016       | Better Things                     | Sig selv                           | Afsnit: "Sam/Pilot"                                      |
| 2017–2020  | Tangled: The Series               | Queen Arianna (stemme)             |                                                          |
| 2017       | The Mindy Project                 | Daisy                              | Afsnit: "Leo's Girlfriend"                               |
| 2017       | Who Do You Think You Are          | Sig selv                           | Sæson 9 afsnit 2                                         |
| 2018       | LA to Vegas                       | Gwen (stemme)                      | Ukrediteret Afsnit: "The Affair"                         |
| 2019       | DuckTales                         | Lieutenant Penumbra (stemme)       | 7 afsnit                                                 |
| 2020       | Who Wants to Be a Millionaire     | Sig selv (deltager)                |                                                          |
| 2021       | Green Eggs And Ham                | TBA (stemme)                       | Afsnit: TBA                                              |

## Priser og nomineringer
| År   | Pris                              | Kategori                                                            | Arbejde       | Resultat  |
| ---- | --------------------------------- | ------------------------------------------------------------------- | ------------- | --------- |
| 2006 | Screen Actors Guild Awards        | Outstanding Performance by an Ensemble in a Drama Series            | Boston Legal  | Nomineret |
| 2007 | Screen Actors Guild Awards        | Outstanding Performance by an Ensemble in a Drama Series            | Boston Legal  | Nomineret |
| 2008 | Screen Actors Guild Awards        | Outstanding Performance by an Ensemble in a Drama Series            | Boston Legal  | Nomineret |
| 2009 | Screen Actors Guild Awards        | Outstanding Performance by an Ensemble in a Comedy Series           | Boston Legal  | Nomineret |
| 2009 | Satellite Awards                  | Best Actress in a Television Series (Musical or Comedy)             | Modern Family | Nomineret |
| 2010 | Satellite Awards                  | Best Supporting Actress in a Series, Miniseries, or Television Film | Modern Family | Nomineret |
| 2010 | Primetime Emmy Awards             | Outstanding Supporting Actress in a Comedy Series                   | Modern Family | Nomineret |
| 2010 | Screen Actors Guild Awards        | Outstanding Performance by an Ensemble in a Comedy Series           | Modern Family | Nomineret |
| 2011 | Screen Actors Guild Awards        | Outstanding Performance by an Ensemble in a Comedy Series           | Modern Family | Vundet    |
| 2011 | Critics' Choice Television Awards | Best Supporting Actress in a Comedy Series                          | Modern Family | Nomineret |
| 2011 | Primetime Emmy Awards             | Outstanding Supporting Actress in a Comedy Series                   | Modern Family | Vundet    |
| 2012 | Primetime Emmy Awards             | Outstanding Supporting Actress in a Comedy Series                   | Modern Family | Vundet    |
| 2012 | Critics' Choice Television Awards | Best Supporting Actress in a Comedy Series                          | Modern Family | Vundet    |
| 2012 | Screen Actors Guild Awards        | Outstanding Performance by an Ensemble in a Comedy Series           | Modern Family | Vundet    |
| 2012 | Screen Actors Guild Awards        | Outstanding Performance by a Female Actor in a Comedy Series        | Modern Family | Nomineret |
| 2013 | Screen Actors Guild Awards        | Outstanding Performance by an Ensemble in a Comedy Series           | Modern Family | Vundet    |
| 2013 | Primetime Emmy Awards             | Outstanding Supporting Actress in a Comedy Series                   | Modern Family | Nomineret |
| 2014 | Primetime Emmy Awards             | Outstanding Supporting Actress in a Comedy Series                   | Modern Family | Nomineret |
| 2014 | Screen Actors Guild Awards        | Outstanding Performance by an Ensemble in a Comedy Series           | Modern Family | Vundet    |
| 2015 | Screen Actors Guild Awards        | Outstanding Performance by a Female Actor in a Comedy Series        | Modern Family | Nomineret |
| 2015 | Screen Actors Guild Awards        | Outstanding Performance by an Ensemble in a Comedy Series           | Modern Family | Nomineret |
| 2015 | Primetime Emmy Awards             | Outstanding Supporting Actress in a Comedy Series                   | Modern Family | Nomineret |
| 2016 | Screen Actors Guild Awards        | Outstanding Performance by an Ensemble in a Comedy Series           | Modern Family | Nomineret |

## Eksterne links
- Wikimedia Commons har flere filer relateret til Julie Bowen
- Julie Bowen på Internet Movie Database (engelsk)
- Skabelon:Amg name
- Julie Bowen på Internet Movie Database (engelsk)
- Julie Bowen på Scope
- Julie Bowen på Svensk Filmdatabas (svensk)
- Julie Bowen på AlloCiné (fransk)
- Julie Bowen på AllMovie (engelsk)
- Julie Bowen på Turner Classic Movies (engelsk)
- Julie Bowen på Rotten Tomatoes (engelsk)
- Julie Bowen på The Movie Database (engelsk)